# Romain Le Roux
Romain Le Roux (Guipavas, 3 juli 1992) is een Frans voormalig baan- en wegwielrenner die laatstelijk voor Arkéa-Samsic uitkwam.

## Carrière
In 2016 werd Le Roux voor zes maanden geschorst nadat hij tijdens de Route du Sud van dat jaar positief had getest op pseudo-efedrine. Nadat zijn ploeg Armée de Terre na 2017 ophield te bestaan, moest Le Roux op zoek naar een nieuwe ploeg. Na een crowdfundingactie kreeg hij een contract bij Team Fortuneo-Samsic.

## Baanwielrennen

### Palmares
| Jaar     | FK                   | EK                                        | WK       | Overig              |
| Junioren | Junioren             | Junioren                                  | Junioren | Junioren            |
| -------- | -------------------- | ----------------------------------------- | -------- | ------------------- |
| 2009     | Ploegenachtervolging |                                           |          |                     |
| 2010     | Ploegenachtervolging | Scratch, Ploegenachtervolging, Ploegkoers |          |                     |
| Beloften |                      |                                           |          |                     |
| 2012     | Puntenkoers          |                                           |          |                     |
| 2013     |                      | Ploegenachtervolging                      |          |                     |
| Elite    |                      |                                           |          |                     |
| 2011     | Ploegenachtervolging |                                           |          |                     |
| 2012     |                      |                                           |          |                     |
| 2013     | Ploegkoers           |                                           |          |                     |
| 2014     |                      |                                           |          |                     |
| 2015     |                      |                                           |          |                     |
| 2016     |                      |                                           |          | Fenioux: Ploegkoers |

## Wegwielrennen

### Resultaten in voornaamste wedstrijden op de weg
|      | \| Jaar \| Ronde van Lombardije \| \| ---- \| -------------------- \| \| 2018 \| opgave \| |
| Jaar | Ronde van Lombardije                                                                       |
| 2018 | opgave                                                                                     |

## Ploegen
2014 –  Roubaix Lille Métropole (stagiair vanaf 1 augustus)
2015 –  Équipe Cycliste de l'Armée de Terre
2016 –  Armée de Terre
2017 –  Armée de Terre
2018 –  Team Fortuneo-Samsic
2019 –  Arkéa-Samsic
2020 –  Arkéa-Samsic
Alaphilippe · Armirail · Barbas · Bodiot · Canal · Duval · Ferasse · Guyot · Le Roux · Lebreton · Levasseur · Mainard · Penven · Poulhiès · Raibaud · Rostollan · Sinner · Thomas · Yssaad
Alaphilippe · Campistrous · Canal · Duculty · Ferasse · Gaudin · Guyot · Kneisky · Le Roux · Lebreton · Levasseur · Loubet · Mainard · Poulhiès · Raibaud · Rostollan · Sireau · Thomas · Tronet · Yssaad
Barguil · Bonnamour · Bouet · Carbel · Daniel · Delaplace · Feillu · Fonseca · Gérard · Gesbert · Hardy · Jarrier · Le Roux · Ledanois · Lunke · Maison · Moinard · Périchon · Pichon · Russo · Vachon · Welten
Barguil · Bonnamour · Bouet · Daniel · Delaplace · Feillu · Gesbert · Greipel · Guernalec · Hardy · Jarrier · Le Roux · Ledanois · Maison · Moinard · Pichon · Riou · Russo · Swift (vanaf 10 mei) · Vachon · Wagner · Welten · Doleatto (stagiair) · Jarnet (stagiair) · Lecamus-Lambert (stagiair)
Anacona · Barguil · Bonnamour · Boudat · Bouet · Bouhanni · Declercq · Delaplace · Gesbert · Grondin · Guernalec · Hardy · Jarrier · Le Roux · Ledanois · Louvel · McLay · Noppe · Owsian · Pichon · D. Quintana · N. Quintana · Riou · Rosa · Russo · Swift · Vachon · Welten · Lecamus-Lambert (stagiair) · Vauquelin (stagiair)